# De Royaerts
De Royaerts est une des chambres de rhétorique de la ville de Bergues (Sint-Winoksbergen en néerlandais).

## Historique

### XVe–XVIesiècle

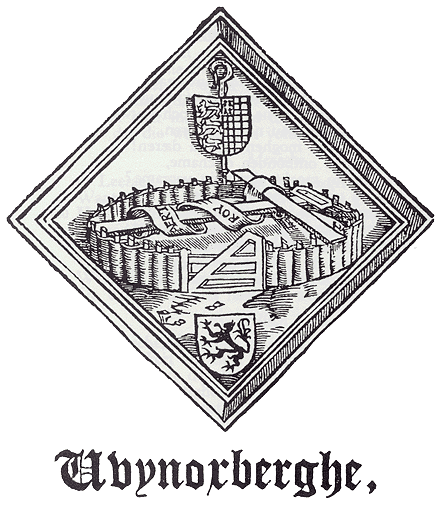
Le blason de la chambre de rhétorique Royaerts-Baptisten, lors des jeux de Gand en 1539.

Le 27 mai 1457, des sociétés appelées « les compagnons de la rhétorique » provenant de dix villes venaient jouer à Oudenburg ; parmi eux, ceux de Bergues.
« Den heere van Roye met zijnen gheselscepe » (« Monsieur le Rouge [?] et sa compagnie ») jouait également lors des festivités à l'occasion de la naissance de Charles Quint, en 1500, et « den tytlen van Royen ende van Wilt van zinnen » (« le titre des rouges [?] et des hors de soi ») le fit aussi à l’occasion de la joyeuse entrée de Philippe le Beau, la même année.  « Den prince van Roye metgaders Wilt van Zinne » ont joué une pièce sur sainte Anne le jour de saint Jacques.  La même année, la compagnie « de heere van Royen » (« Monsieur le Rouge [?] ») participa avec deux autres sociétés de rhétoriciens de Bergues au concours organisé dans le cadre de la procession du Saint-Sang de Bruges en 1517.  La « Rethorycke van de Royaerts van Berghe » (la « rhétorique des Rougeâtres [?] de Bergues ») ont participé, en 1519, à un concours à Nieuport dans le cadre de la procession du sacrement.  Une chambre de Bergues participa également au concours du landjuweel de Gand en 1539, sous la dénomination « De Royaerts of Baptisten » (« Les Rougeâtres [?] ou les Baptistes »), où le rhétoricien de Bergues, Pierre Huys, remporta le second prix,, consistant en trois cannes ou hanaps en argent du poids de six marcs de Troyes.  Lorsque, quelques mois plus tard, un recueil des moralités jouées au landjuweel fut imprimée et répandue dans tous les anciens Pays-Bas, les inquisiteurs de la foi s'aperçurent avec effroi que ces moralités fourmillaient de principes hérétiques et dénoncèrent le livre à l'empereur Charles Quint, qui en défendit la vente et la lecture par un édit du mois de septembre 1540.
De toute évidence, il y avait une collaboration intense entre les chambres De Royaerts et Wild van Zinnen.
Bien que les comptes de la ville de Bergues du début du XVIe siècle mentionnent de nombreux « seigneurs », « évêques », « papes », « cardinaux » et « titres », seulement trois compagnies ont évolué vers de vraies chambres de rhétorique.

### XVIIe–XVIIIesiècle

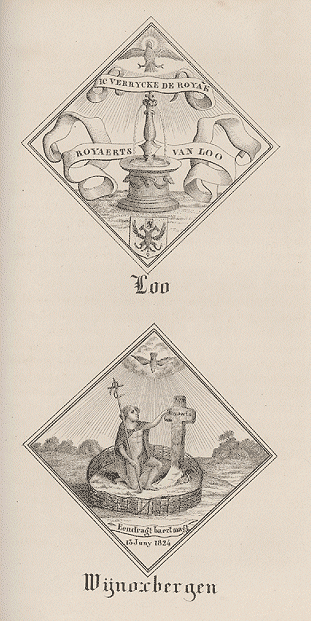
Les blasons des chambres de rhétorique de Loo et de Bergues, la chambre de Bergues ayant entretemps adopté la devise Eendraght baert magt (« L'unité fait la force »).

#### XVIIesiècle
Après un siècle d'interruption depuis les défenses émanées du duc de Parme, en 1584, le 30 octobre 1690, un règlement fut approuvé par la municipalité de Bergues rédigé à l'effet de la reconstitution de l'ancienne rhétorique.
La chambre de rhétorique d'Ypres, Alpha & Omega, confirma le 7 octobre 1697 les modifications apportées au règlement et fit allusion, dans l'octroi, à la constitution des Baptistes le 11 janvier 1517 (nouveau style), dont la présente chambre fut apparemment considéré comme étant la successeur.  La même année, elle sera qualifiée de « Redenrycke gilde, genaemt Baptisten, ofte Royaerts », leur devise étant Onruste in genoughte, Schuylende onder de beschermnighe van Maria Hemelvaert tot Berghen St-Winoc (« Agitation en plaisir, mise sous la protection de Marie de l'Assomption à Bergues-Saint-Winoc »).
La chambre, ayant pris le nom de Royaerts, apporta une modification à son blason : devant saint Jean Baptiste agenouillé, on plaça une croix rouge avec l'inscription « Royaerts » et on entoura le saint et la croix d’une espèce de palissade en or.  Le 14 août 1698, le blason de la chambre de rhétorique de Bergues fut enregistré par d'Hozier de cette manière : d'argent, à une large croix couchée de gueules et entortillée au pied d'un écriteau d'argent, le tout sur une terrasse de sinople polissée en rond d'or.

#### XVIIIesiècle
Quelques événements particuliers de l'histoire de cette chambre, survenus au XVIIIe siècle, méritent d'être mentionnés.  C'est une époque à laquelle les chambres de rhétorique s'occupent beaucoup du théâtre français, porté à la scène en traduction néerlandaise.
Dans le répertoire de cette chambre apparut le drame de la Passion, Den lydenden ende stervenden Christus, du rhétoricien bruxellois, Jan Jacob de Condé, dont le texte avait paru à Anvers en 1651 et à Bruxelles en 1683.  Antoon Frans Cuvelier le refondit, l'appropriant au théâtre des Royaerts en 1742 ; la pièce fut approuvée par le doyen de l'église cathédrale de Saint-Martin d'Ypres le 12 septembre 1742.
Deux dignitaires des Royaerts, Servois et De Breyne, se sont particulièrement distingués.  L'avocat Servois traduisit en vers néerlandais la tragédie de Tancrède par Voltaire, imprimée à Gand en 1785, pour le grand concours de tragédie que la guilde de Bergues offrit en 1786 à ses sœurs des villes voisines et de l'étranger,.  L'autre traduisit Hamlet et Romeo et Juliette de Ducis.
À ce combat théâtral se rendirent les sociétés Troostverwagters de Roesbrugge, les Gelsenders et les Spaderyken de Bailleul, les Fonteynisten de Gand, les Minnelyke van herten de Courtrai, les Pertsetreders Fonteynisten de Hondschoote, les Ontsluiters van vreugde de Steenvoorde, la chambre Wy swieren door 's heilig geests bestiere de Menin, les Twistbevegters de Houtkerque, la chambre Arm in de beurze de Furnes, les Victorinnen de Poperinge et la chambre Geen milder in 't vloien d'Izenberge.  C'est la société de Courtrai qui remporta le premier prix.  Celui-ci consistait en un étendard aux armes de la ville et de la châtellenie de Bergues et était de la valeur de trois cents livres, le deuxième fut remporté par la société de Furnes, le troisième, par celle de Steenvoorde, le quatrième par celle de Hondschoote et le cinquième par celle de Bailleul, à qui fut encore décerné le premier prix de comédie.
La même année, les Royaerts se rendirent au concours de Menin, représentant Pyrrhus.  Ses acteurs furent si habilles, qu'ils disputèrent à ceux de Courtrai le premier prix de tragédie ; mais ils succombèrent et durent se contenter de la seconde palme.
L'année suivante fut pour eux l'occasion d'une victoire égale à celle de Gand en 1539.  À Audenarde, après avoir entendu la messe, le matin, à l'église des Capucins, le soir, ils remportèrent un triomphe qui, dans la Mort de César et le Barbier de Séville, fut tel, que le magistrat leur décerna une médaille d'honneur, en outre des deux prix de tragédie et de comédie qu'ils avaient remportés.  Ils avaient eu dix-sept concurrents, dont deux de Gand et un de Menin, de Grammont et de Roulers.
Lorsque les rhétoriciens firent leur entrée dans Bergues, leurs confrères avec les sociétés de Saint-Georges, de Saint-Sébastien et de Sainte-Barbe, précédés de la musique du régiment de Brie, allèrent à leur rencontre et, tous ensemble, s'acheminèrent, aux sons du carillon et des cloches du beffroi, vers le Landshuys, où le magistrat complimenta les vainqueurs et leur offrit le vin de l'amitié.

### XIXesiècle
Encore en 1804, les Royaerts de Bergues accueillirent dix guildes rhétoriciennes pour un concours théâtral.
Quelques œuvres des rhétoriciens de Bergues sont recueillies dans un volume in-8° de 252 pages, imprimé chez Barbez à Bergues en 1810, et tiré seulement à seize exemplaires, sous le titre Verzaemeling der prys-vraegen (Recueil des réponses aux concours).
La société littéraire, que représentait cette chambre, fut dissoute en 1830 pour des causes dont l'origine réside dans le coup d'état qui mit fin au royaume uni des Pays-Bas, engendrant la discorde parmi les membres.  Sa bibliothèque fut dispersée, mais le juge de paix Wyts et l'imprimeur Barbez en seraient les principaux héritiers.

## Ressources